# Piet de Wet
Pieter Daniël "Piet" de Wet (Dewetsdorp, 18 augustus 1861 - Lindley, 27 februari 1929) was een Boerengeneraal tijdens de Tweede Boerenoorlog. Hij was een van de bekendste hensoppers, Boeren die zich overgaven, en kwam daarmee recht tegenover zijn broer te staan, de bekende bittereinder Christiaan de Wet.

## Biografie
Piet de Wet werd in 1861 geboren op de boerderij Nuwejaarsfontein bij Dewetsdorp, zeven jaar jonger dan Christiaan. In de Eerste Boerenoorlog vocht hij met zijn broer mee bij de beslissende Slag bij Majuba. Hij was lid van de Vrijstaatse Volksraad als afgevaardigde voor Lindley.
Tijdens de Tweede Boerenoorlog voerde hij met Christiaan enkele succesvolle aanvallen uit op Britse troepen en werd al snel gepromoveerd tot generaal en hoofdcommandant van het zuidelijke front. In 1900 raakte hij echter gedemoraliseerd en gaf zich op 26 juli over in Kroonstad. Gedurende de guerrillafase van de oorlog zette hij zich in om zijn broer en de rest van de Boeren te overtuigen van overgave, maar vond geen gehoor. In juni 1901 stapte hij met andere joiners over naar Britse zijde.
Na de oorlog werd De Wet verguisd door de bittereinders, door niemand minder dan Christiaan. Hij overleed in 1929.
- International Standard Name Identifier: 0000 0004 9774 0776
- Library of Congress Control Number: no2016137158
- Virtual International Authority File: 7602147907515579210009
- WorldCat: E39PBJfWWywhrpT3TJrmmyWdQq